# Гі Лякомб
Гі Юбер Жорж Лякомб (12 червня 1955) — французький футбольний тренер і футболіст, олімпійський чемпіон Літніх Олімпійських ігор 1984 року в Лос-Анджелесі.

## Клубна кар'єра
Лякомб був членом збірної Франції, яка завоювала золоту медаль на літніх Олімпійських іграх 1984 року в Лос-Анджелесі, Каліфорнія. Він грав за команди «Альбі», «Нант», «Ланс», «Тур», «Тулуза», «Ренн», «Лілль» і «Канни».

## Тренерська кар'єра
Тренуючи «Сошо», Лякомб привів клуб до двох кваліфікацій Кубка УЄФА, після чого залишив його в липні 2005 року. 27 грудня того ж року його призначили в «Парі Сен-Жермен», який звільнив Лорана Фурньє, посідаючи шосте місце. У своєму першому матчі 4 січня 2006 року він переміг виграв 3–1 на «Парк де Пренс» у своїх колишніх партнерів. Незважаючи на те, що до кінця сезону «ПСЖ» опустився на 9-те місце, він виграв фінал Кубка Франції з рахунком 2–1 в Ле класік у Марселя і завоював місце в Кубку УЄФА.
На початку сезону 2006-07 Лякомб відсторонив від гри півзахисника збірної Франції Вікаша Дорасу — одного з авторів голів у фіналі кубка — який відреагував на це публічною критикою в інтерв'ю для L'Équipe. Голова ради директорів ПСЖ Ален Кайзак відмовився від послуг Дорасу в жовтні 2006 року. Це був перший випадок, коли роботодавець звільнив гравця Ліги 1. 15 січня 2007 року, коли ПСЖ перебував лише на одне місце вище за зону вильоту, Лякомба відправили у відставку, а на його місце прийшов Пол Ле Гуен.
17 грудня 2007 року Лякомб повернувся до Ліги 1, замінивши П'єра Дреоссі в команді «Ренн», яка після шести поразок поспіль опустилася з 3-го на 13-те місце. Зайнявши 6-те та 7-те місця відповідно за два сезони та програвши фінал Кубка Франції 2009 року з рахунком 2–1 бретонському «Генгаму».
Лякомб підписав дворічну угоду з «Монако» 2 червня 2009 року, замінивши бразильця Рікарду Гомеса. У своєму першому сезоні з командою з князівства він привів їх до фіналу Кубка Франції 2010, де програв своїй колишній команді ПСЖ завдяки єдиному голу Гійома Оаро в додатковий час. Його було звільнено 10 січня 2011 року після того, як команда програла в 1/32 фіналу Кубка Франції по пенальті команді п'ятого ешелону Шамбері.
7 листопада 2012 року Лякомб вперше у своїй футбольній кар'єрі переїхав за кордон, приєднавшись до футбольного клубу «Аль-Васл» в Об'єднаних Арабських Еміратах. Його рекомендував попередній тренер команди, співвітчизник Бруно Метсю, який взяв відпустку через діагноз рак шлунка. 18 лютого його звільнили після поразки 4–0 від Аль-Ахлі, оли команда посідала 9-те місце; він виграв два з дев'яти матчів.
Лякомб став директором Французької федерації футболу 1 жовтня 2013 року. 3 жовтня 2017 року він вийшов на пенсію.

## Титули і досягнення

### Як гравця
Нант
- Ліга 1: 1977

Франція
- Олімпійський чемпіон: 1984

### Як тренера
Канни
- Кубок Гамбарделла: 1995

Сошо
- Кубок Ліги: 2004
- Фіналіст Кубка Ліги: 2003

Парі Сен-Жермен
- Кубок Франції: 2006

Ренн
- Фіналіст Кубка Франції: 2009

Монако
- Фіналіст Кубка Франції: 2010